# Xiǎo Bì de gùshì
Xiǎo Bì de gùshì é um filme de drama taiwanês de 1983 dirigido e escrito por Chen Kunhou, Hou Hsiao-hsien e Chu T’ien-wen. Foi selecionado como representante de Taiwan à edição do Oscar 1984, organizada pela Academia de Artes e Ciências Cinematográficas.

## Elenco
- Doze Niu